# Synagoge (Giebelstadt)
Die Synagoge in Giebelstadt, einer Marktgemeinde im unterfränkischen Landkreis Würzburg in Bayern, wurde 1911 errichtet. Die Synagoge stand in der Mergentheimer Straße 20.

## Geschichte
Im Jahr 1799 wurde eine erste Synagoge in Giebelstadt erbaut. Sie musste 1908 wegen Baufälligkeit geschlossen werden. 
Die jüdische Gemeinde Giebelstadt ließ 1911 durch die Gebrüder Johann und Roman Scheckenbach aus Giebelstadt, die als Baumeister gemeinsam eine Zimmerei führten, die Pläne für die neue Synagoge zeichnen. Noch im selben Jahr wurde das Gebäude erbaut. 
Beim Novemberpogrom 1938 wurde die Synagoge durch Angehörige der NSDAP und der SA demoliert und die Ritualien wurden zerstört. Das Gebäude blieb zunächst jedoch erhalten und wurde jedoch im Sommer 1939 abgebrochen. An der Stelle der Synagoge wurde ein Wohnhaus erbaut. 

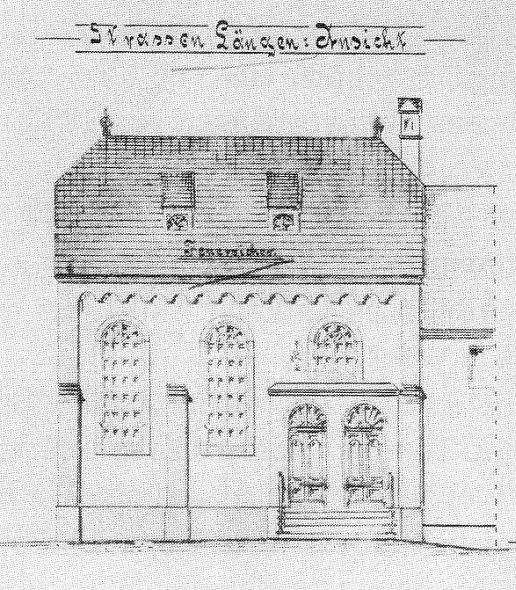
Straßenansicht
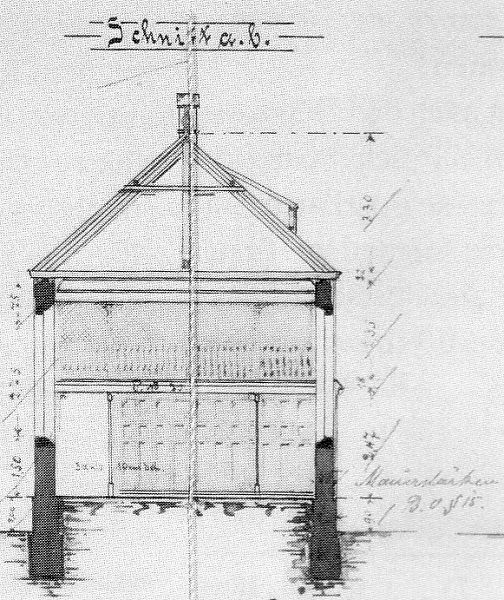
Querschnitt
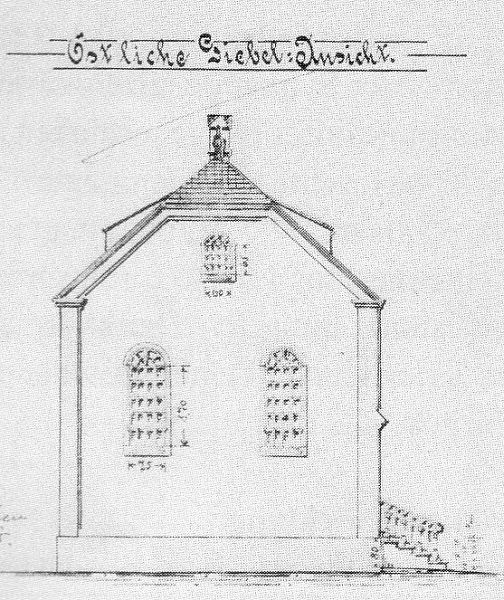
Östlicher Giebel
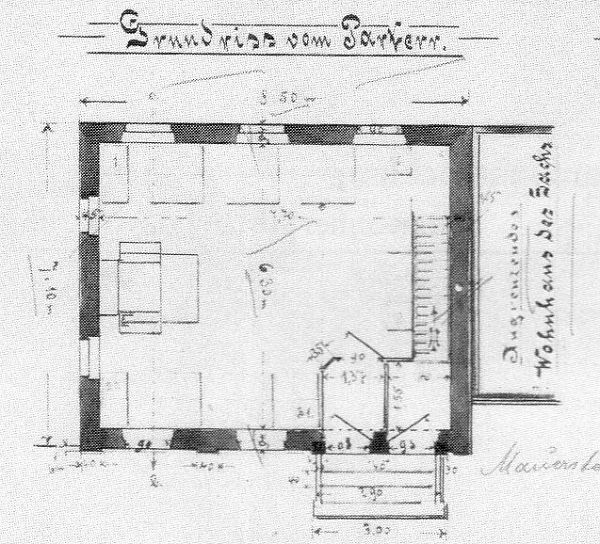
Grundriss

## Gedenken
Eine Gedenktafel im Treppenhaus des Rathauses erinnert an die jüdische Gemeinde und die Synagoge mit der fehlerhaften Inschrift: „Im Gemeindebereich bestand bis 1941 eine jüdische Gemeinde. Die 1799 erbaute Synagoge wurde 1938 geschändet und 1944 abgebrochen. Der Markt GIEBELSTADT gedenkt seiner ehemaligen jüdischen Kultusgemeinde.“   